# Tom Florie
Tom Florie   (Harrison, 6 de setembre de 1897 - Providence, 26 d'abril de 1966) fou un futbolista estatunidenc de les dècades de 1920 i 1930.
Va néixer a New Jersey fill de pares italians. Va ser jugador de Harrison SC de l'American Soccer League i American AA de la West Hudson Amateur League. També fou jugador de Providence F.C., New Bedford Whalers II, Fall River F.C., New York Yankees i New Bedford Whalers III. A continuació fou jugador de Pawtucket Rangers de l'American Soccer League.
Amb la selecció dels Estats Units disputà els Mundials de 1930 i 1934.
El 1986 fou inclòs al National Soccer Hall of Fame.